# マイ・オール
「マイ・オール」 (My All)は、マライア・キャリーの楽曲。6枚目のスタジオ・アルバム『バタフライ』からの5枚目のシングルカットとしてリリースされた。

## 解説
デレク・ジーターとのラブロマンスからインスピレーションを受けて生まれた。Billboard Hot 100では13曲目の首位、チャートには20週留まった。
ミュージック・ビデオの監督はハーブ・リッツが務め、プエルトリコで撮影が行われた。
スペイン語バージョン（「Mi Todo」）も制作された。

## 収録曲
日本盤 3"シングル
1. マイ・オール - 3:51
2. ブレイクダウン - 4:58

デジタルEP
1. My All / Stay Awhile (So So Def Remix) - 4:45
2. My All / Stay Awhile (So So Def Remix without Rap) - 3:34
3. My All (Full Crew Radio Mix) - 3:59
4. My All (Classic Radio Club Mix) - 4:17
5. My All (Morales "My" Club Mix) - 7:11
6. My All (Morales "Def" Club Mix) - 7:17
7. My All (Morales Classic Club Mix) - 9:15
8. My All (VH1 Divas Live) - 5:28